# Asia Bibi
Asia Bibi er en pakistansk kristen kvinde. Hun blev som første kvinde i Pakistans historie dømt til døden den 8. november 2010. Hun har angiveligt kritiseret Muhammed. Den 31. oktober 2018 blev hun frikendt af den øverste domstol i Pakistan. Den 29. januar 2019 blev frikendelsen juridisk bekræftet af den øverste politiske indstans. 
Den 8. maj 2019 flygtede hun til Canada, hvor hun fik asyl. Frikendelsen skabte furore i Pakistan, og flere religiøse fanatikere har opfordret til at styrte den pakistanske regering.  Minoritetsministeren og guvernøren i Punjab udtalte sig begge til fordel for og blev begge myrdet af ukendte gerningsmænd. I slutningen af maj 2020 blev Asias svoger myrdet.